# خورشیدگرفتگی ۲۲ نوامبر ۱۹۸۴
خورشیدگرفتگی ۲۲ نوامبر ۱۹۸۴ (به انگلیسی: Solar eclipse of November 22, 1984) یک خورشیدگرفتگی از نوع خورشیدگرفتگی کامل است. این خورشیدگرفتگی در تاریخ ۲۲ نوامبر ۱۹۸۴ میلادی (‎۱ آذر ۱۳۶۳ خورشیدی) روی داد که زمان اوج آن، ساعت ۲۲:۵۴:۱۷ به‌وقت ساعت هماهنگ جهانی بوده‌است. مدت زمان و طول این خورشیدگرفتگی ۲ دقیقه و ۰ ثانیه بود.